# Dicyema helocephalum
Dicyema helocephalum är en djurart som tillhör fylumet rhombozoer, och som beskrevs av Furuya 2006. Dicyema helocephalum ingår i släktet Dicyema och familjen Dicyemidae. Inga underarter finns listade i Catalogue of Life.